# Jacob van Marken
Jacob Cornelis van Marken (Dordrecht, 30 de julio de 1845 - Delft, 8 de enero de 1906) fue un empresario y filántropo holandés.

## Calvé
Jacob van Marken fundó la marca Calvé en 1897, marca que se fusionó con Unilever en 1932.